# ババリアマツネズミ
ババリアマツネズミ (Microtus bavaricus) は、齧歯目キヌゲネズミ科に分類される齧歯類。
体長9～10.5cm。ドイツ・バイエルン地方の草原に生息していたが、1962年を最後に発見されておらず、開発による生息地の減少により絶滅したものと考えられている。

## 分類
以前はマツネズミ属Pitymysに分類されていたが、2005年の分類ではマツネズミ属がハタネズミ属のシノニムとされ、本種はハタネズミ属のTerricola亜属に含まれている。分子系統学的研究から、リヒテンシュタインマツネズミM. liechtensteiniのシノニムとする説もある。